# 明安图镇
明安图镇，是中华人民共和国内蒙古自治区锡林郭勒盟正镶白旗下辖的一个乡镇级行政单位。镇名出自当地名人——明安圖。

## 行政区划
明安图镇下辖以下地区：
塔山社区、查干淖尔社区、陶林社区、北山社区、南山社区、奈曼山社区、巴彦社区、北山村、朝格温都尔嘎查、巴彦宝拉格嘎查、阿贵图嘎查、呼和陶勒盖嘎查、那日图嘎查、乌宁巴图嘎查、古日班呼都嘎嘎查、塔林艾力嘎查、满达拉图嘎查、楚伦昂格其嘎查、英图嘎查和乌兰格日勒嘎查。